# Caseiro
Caseiro é uma designação para a profissão de um pessoa ou grupos de pessoas que cuidam de chácaras, casas de praia, chalés e sítios com ou sem presença de seus proprietários.

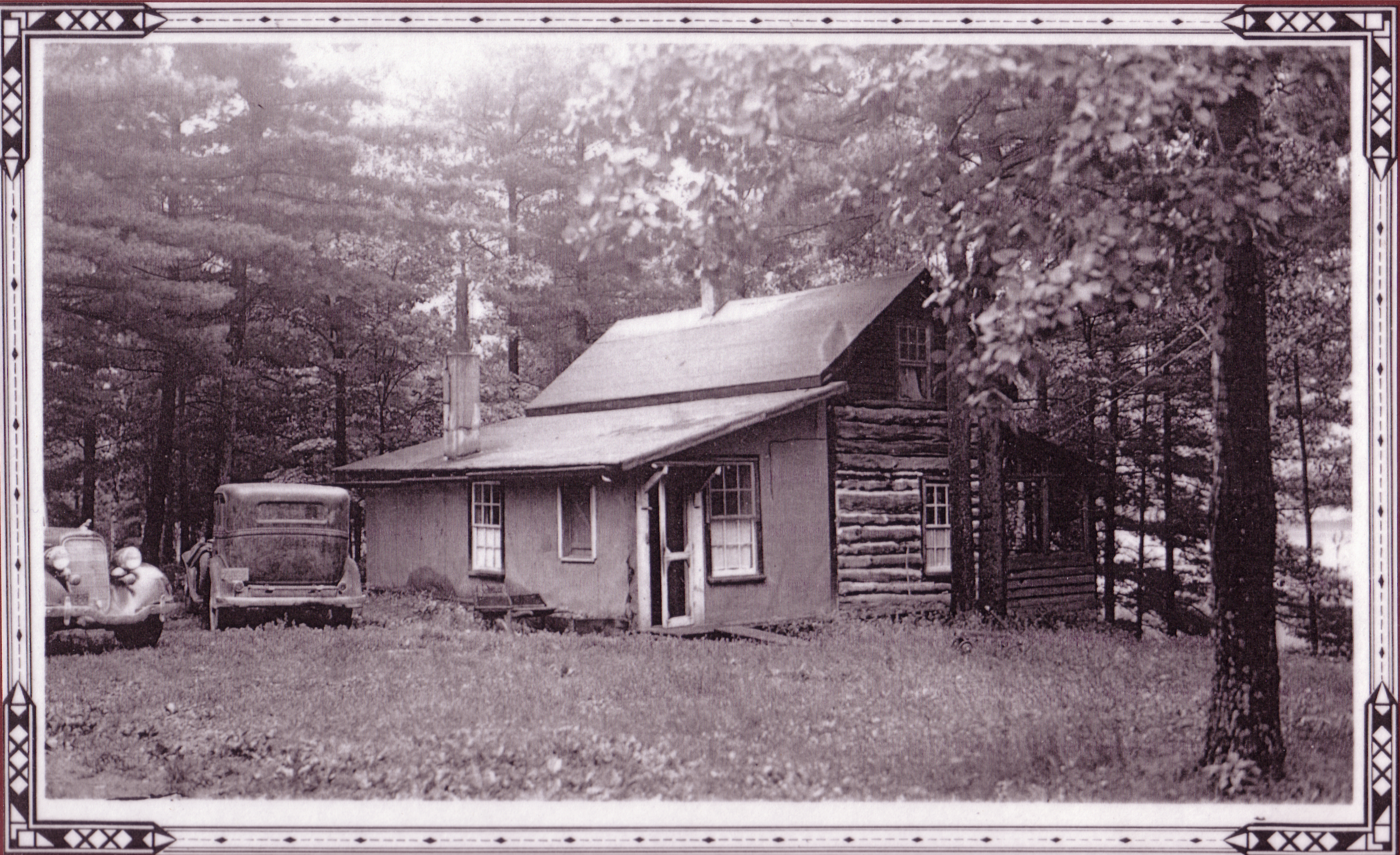
Casa de caseiro no Canadá em 1935.

## Descrição
A profissão de caseiro, diferentemente de outras profissões, pode ter sua compensação financeira ou pagamento através de acomodações, alimentação e abrigo, desonerando o empregado de aluguel. A profissão pode encapsular diversas outras como porteiro, guarda, manutenção, lavrador, entre outras.
Caseiros são, por vezes, escolhidos pelos proprietários que não querem ou são incapazes de contratar uma empresa de gestão profissional. Muitos proprietários que alugam suas propriedades contratam caseiros em vez de gerentes de propriedade, a fim de economizar dinheiro. Na maioria das vezes, não estão licenciados por qualquer autoridade estadual ou municipal e, muitas vezes, podem ser menos caros do que suas contrapartes profissionais.
Podem assumir em caráter temporário, quando decorrente de alguma festa ou evento, ou de modo definitivo. Entre suas principais tarefas, estão o zelo pelo ambiente, manutenção de piscinas, campos, cuidados com animais, podação entre outras.
Essa profissão é de caráter histórico e está enraizada na tradição britânica de manutenção da terra. Em 1868, o jornal The Times definiu um caseiro como "uma pessoa encarregada de uma fazenda  da qual o inquilino foi despejado." Hoje, essa definição foi expandida para cobrir uma vasta relação entre proprietários e zeladores. O número e a diversidade dessas relações aumentaram durante na década de 2000.